# Antoine Nicolas Duchesne
Antoine Nicolas Duchesne (7. října 1747 Versailles – 18. února 1827 Paříž) byl francouzský botanik.
Duchesne se zajímal hlavně o jahody. Pracoval především v zahradách Versailles.
Je po něm pojmenován rostlinný druh Duchesnea Sm. z čeledi růžovité (Rosaceae).

## Dílo
- Manuel de botanique, contenant les propriétés des plantes utiles, 1764
- Histoire naturelle des fraisiers contenant les vues d'économie réunies à la botanique et suivie de remarques particulières sur plusieurs points qui ont rapport à l'histoire naturelle générale, Didot jeune, Paříž 1766
- Le Jardinier prévoyant, contenant par forme de tableau, le rapport des opérations journalières avec le temps des récoltes successives qu'elles préparent (11 svazků), Didot jeune, Paříž 1770-1781
- Sur la formation des jardins, Dorez, Paříž 1775.